# Хиолиты
Хиоли́ты (лат. Hyolitha) — тип вымерших морских беспозвоночных, ранее рассматриваемый систематиками как класс моллюсков. С 2017 года относят к кладе Lophophorata.
Известны из отложений с нижнего кембрия до верхней перми (541,0—251,9 млн лет назад), хотя имеется один образец из мела. Используются в качестве руководящих ископаемых в кембрийских отложениях.

## Строение
Двусторонне-симметричные животные с конической или пирамидальной раковиной, достигавшие в длину от 1 мм до 15 см. Поверхность раковины некоторых представителей несла продольную и поперечную скульптуру — кольца, гребни. С более широкого переднего конца раковина открывалась устьем, которое хиолиты были способны замыкать крышечкой. Некоторые окаменелости позволяют реконструировать наличие пары длинных тонких придатков, выходящих из устья.